# Odalengo Piccolo
Odalengo Piccolo (Audalengh Cit in piemontese) è un comune italiano di 224 abitanti della provincia di Alessandria, in Piemonte.

## Storia

### Simboli
Lo stemma e il gonfalone del comune di Odalengo Piccolo sono stati concessi con decreto del presidente della Repubblica del 26 luglio 2002.
Su un'antica lapide, scolpita sulla facciata interna del castello di Pessine e datata 1386, era raffigurato l'Agnus Dei che è riprodotto sullo stemma comunale. Il giglio in campo azzurro è ripreso dal blasone della famiglia Gozzani, conti di Odalengo.
Il gonfalone è un drappo di bianco con la bordatura di azzurro.

## Monumenti e luoghi di interesse
- Castello di Pessine, nella frazione omonima
- Chiesa S. Pietro, in località Serra
- Osservatorio astronomico comunale in località Bricco, operante dal 2006 [8]

## Società

### Evoluzione demografica
In cento anni la popolazione residente si è ridotta ad un terzo rispetto a quella presente nell'anno 1921.
Abitanti censiti

## Amministrazione

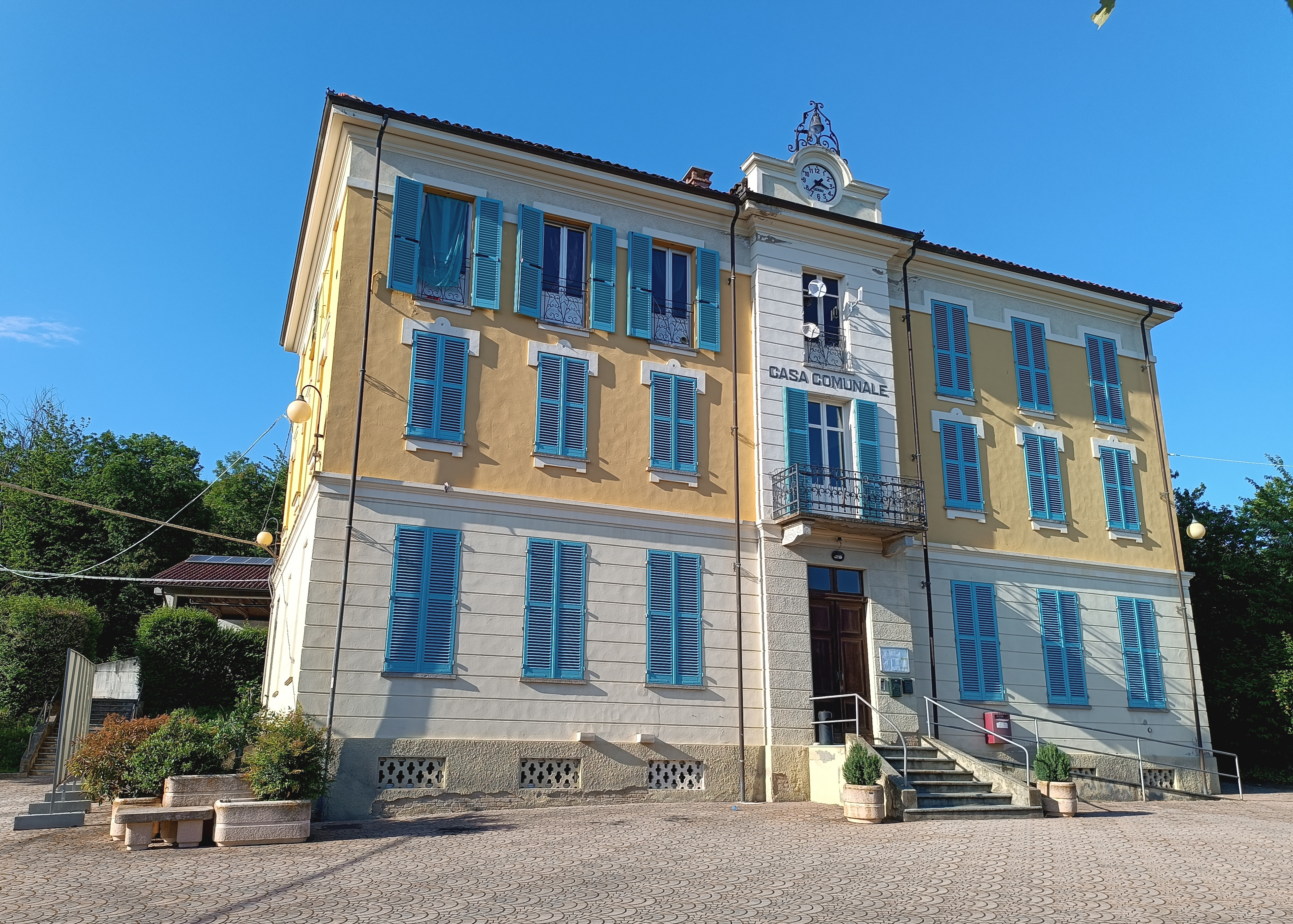
Municipio

Di seguito è presentata una tabella relativa alle amministrazioni che si sono succedute in questo comune.
| Periodo        | Periodo         | Primo cittadino           | Partito                                                  | Carica  | Note   |
| -------------- | --------------- | ------------------------- | -------------------------------------------------------- | ------- | ------ |
| 18 giugno 1985 | 26 maggio 1990  | Giovanni Barberis         | lista civica                                             | Sindaco | [ 10 ] |
| 14 giugno 1990 | 24 aprile 1995  | Giovanni Barberis         | Democrazia Cristiana                                     | Sindaco | [ 10 ] |
| 24 aprile 1995 | 14 giugno 1999  | Francesco Cesare Panatero | centro-destra                                            | Sindaco | [ 10 ] |
| 14 giugno 1999 | 14 giugno 2004  | Angelo Ferroglio          | lista civica                                             | Sindaco | [ 10 ] |
| 14 giugno 2004 | 27 ottobre 2008 | Angelo Ferroglio          | lista civica                                             | Sindaco | [ 10 ] |
| 8 giugno 2009  | 26 maggio 2014  | Carola Triveri            | lista civica: io sto con Odalengo Piccolo..naturalmente  | Sindaco | [ 10 ] |
| 26 maggio 2014 | 26 maggio 2019  | Mirella Panatero          | lista civica: io sto con Od@lengo Piccolo                | Sindaco | [ 10 ] |
| 26 maggio 2019 | 9 giugno 2024   | Mirella Panatero          | lista civica: io sto con Odalengo Piccolo                | Sindaco | [ 10 ] |
| 9 giugno 2024  | in carica       | Mirella Panatero          | lista civica: io sto con Odalengo Piccolo...naturalmente | Sindaco | [ 10 ] |